# Il gabbiano (film 1977)
Il gabbiano è un film per la televisione del 1977 diretto da Marco Bellocchio, tratto dalla versione italiana (realizzata da Angelo Maria Ripellino) dell'omonima opera teatrale di Anton Čechov.
È stato presentato fuori concorso al 30º Festival di Cannes.

## Trama
Una casa padronale sul lago è lo spazio dove scorrono le immagini del film. Il lago fa da scenografia a una commedia che viene approntata scenograficamente dall’autore, Kostja, combattuto tra la freddezza della madre, Arkadina, con la quale è in conflitto profondo acceso dall’amore filiale, Mascia, dalla quale è amato intensamente e che è a sua volta adorata dal maestro Medvedenko che spera di sposarla, Nina, giovane attrice di talento, che ama e per la quale ha scritto la commedia di cui si sta allestendo la scenografia. Tutti si ritrovano ad assistere in platea allo spettacolo nell’improvvisato ma raffinato teatro all’aperto, Arkadina è accompagnata dal suo amante, il rinomato scrittore Trigorin.
Ingenui ed entusiasti contadini assistono alla rappresentazione insieme ad altri personaggi che ruotano intorno alla famiglia accentrata su Kostja, considerato che la madre, visti gli impegni di attrice famosa, fa visita soltanto di tanto in tanto accompagnata da Trigorin. Nina rimane affascinata da Trigorin, se ne innamora profondamente perché vede in lui un mondo nuovo, quello dell’arte teatrale in sintonia con una vita diversa da quella vissuta nella sua profonda campagna, che il regista ambienta nel comune di Casale sul Sile esattamente a Villa Mantovani. Il conflitto di Kostja con la madre si acuisce tragicamente, entrambi si rendono conto di perdere la persona amata, Arkadina diventa disperata ed emerge la sua aridità, preoccupata soltanto di perdere Trigorin, il figlio intravede il fallimento proprio e anche di Nina, identificata con il gabbiano che uccide e la quale si identifica a sua volta con un gabbiano attratto dal largo del lago. In tutto ciò Mascia, l'innamorata non ricambiata di Kostja ed incantata anche lei da Trigorin, decide di fare la svolta che sembra indicata dal destino, quella di sposare il maestro Medvedenko.
Nina si unisce a Trigorin anche nella vita. Kostja forse per fermare il crollo affettivo che lo coinvolge ricorre al suicidio, che fortunosamente fallisce. Diventa scrittore come per curarsi e curare attraverso l’arte il male vivere da cui è stato colpito. Anni dopo, mentre i vecchi giocano a tombola estraniati da ogni realtà, tra questi Trigorin, si incontrano ancora Nina e Kostja. Nina è stata abbandonata da Trigorin che ancora ama disperatamente con il figlio da lui avuto, ma la sua anima di gabbiano è sempre parte di lei, le sue emozioni emergono («erano anni che non piangevo»), è un’attrice secondaria («Viaggio in terza classe con i contadini»), ma con la fede e la forza di sopportare la propria croce. «Quando penso alla mia educazione non ho più paura della vita».
Kostja si rende conto che Nina ha trovato la sua strada, che sa dove andare mentre lui si aggira in un caos di illusioni senza sapere perché e a chi tutto questo sia necessario. Nina ricorda le sensazioni delicate e serene di un tempo mentre se ne va baciando Kostja, che rimasto solo distrugge il suo lavoro. Si sente uno sparo che lascia di pietra tutti gli ospiti della villa. «Niente deve essere scoppiato qualcosa nella mia cassetta del pronto soccorso» dice uno di loro. Dopo aver rassicurato gli ospiti in un primo momento Dorn comunica a Trigorin che Kostja si è ucciso. Mascia tira fuori le carte da gioco nel gelo generale. 

## Produzione
Il film è stato girato a Villa Mantovani-Orsetti a Casale sul Sile (TV) nell'autunno del 1976.